# Mieczysław Frenkiel

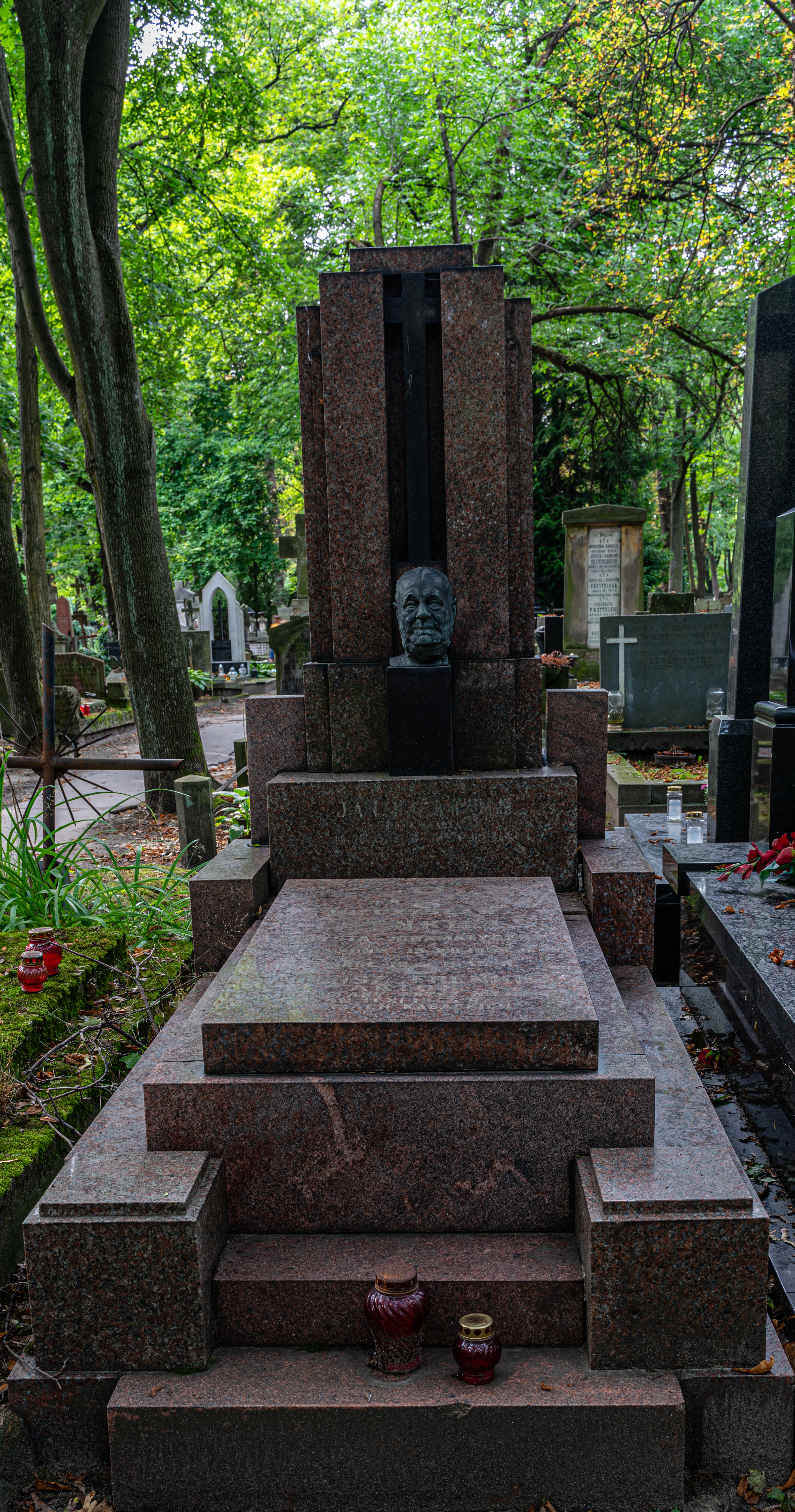
Grób Mieczysława Frenkla na cmentarzu Powązkowskim w Warszawie

Mieczysław Frenkiel (ur. 15 lipca 1858 w Byszowie, zm. 19 kwietnia 1935 w Warszawie) – polski aktor.

## Życiorys
Urodził się jako Bonawentura Adam Mieczysław Frenkiel, syn Aleksandra i Marii z Niwińskich. Miał siostrę Michalinę Frenkiel-Niwińską, śpiewaczkę. W 1876 ukończył Gimnazjum w Sandomierzu i po półrocznej praktyce w aptece w Zawichoście zapisał się na farmację w Warszawie. Równocześnie rozpoczął naukę w szkole dramatycznej Emiliana Derynga.
Debiutował na popisie szkolnym w 1879 rolą Kryspina, a rok później wyjechał z zespołem na prowincję. Podczas występów w Kaliszu został zaangażowany do teatru krakowskiego, gdzie pracował do 1885. W tym czasie występował gościnnie w Petersburgu, Lwowie (pięć sezonów) i Warszawie.
Zaangażowano go w warszawskim Teatrze Rozmaitości (1890), gdzie pracował do śmierci, wyjeżdżając tylko na gościnne występy, m.in. do Lublina, Lwowa, Wilna, Poznania, Łodzi, Bydgoszczy.
W 1914 występował w Petersburgu, zaś w 1926 - w Pradze. Jego słynna rola to tytułowy pan Geldhab. Trzykrotnie obchodził jubileusze: dwudziestopięciolecia, trzydziestopięciolecia, pięćdziesięciolecia pracy scenicznej. Bezpośrednio po trzecim jubileuszu przeszedł na emeryturę, ale występował do 1932.
Należał do najwybitniejszych polskich aktorów komediowych i wykonawców ról molierowskich, m.in. Tartufa („Świętoszek”), Orgona („Chory z urojenia”). Miał w swoim dorobku osiemnaście ról fredrowskich, np. Cześnika („Zemsta”), Twardosza („Dożywocie”), Szambelana („Pan Jowialski”), Radosta ("Śluby Panieńskie")
Występował często jako recytator i monologista, a w okresie międzywojennym grał w sześciu filmach, m.in. jako Boryna („Chłopi” 1922). Był wybitnym pedagogiem. Wykładał w klasie dramatycznej przy Warszawskim Towarzystwie Muzycznym, w Szkole Dramatycznej, a w latach 1925–1932 był lektorem dykcji i wymowy Uniwersytetu Warszawskiego. W latach 1910–1913 drukowano jego nowele w „Tygodniku Ilustrowanym”. Był zasłużonym członkiem ZASP.
Został pochowany na cmentarzu Powązkowskim w Warszawie (kwatera 52-1-30).
Był mężem aktorki Stanisławy Pysznik (1863–1945), ojcem aktora Tadeusza Frenkla. Jego siostrzeńcem był Jan Fryling.

## Ordery i odznaczenia
- Krzyż Komandorski Orderu Odrodzenia Polski (11 listopada 1934)[3]
- Krzyż Oficerski Orderu Odrodzenia Polski (2 maja 1923)[4][5]
- Złoty Krzyż Zasługi (11 stycznia 1928)[6]

## Upamiętnienie
Od 24 listopada 1961 jego imię nosi ulica w Warszawie, w obecnej dzielnicy Wawer.

## Mieczysław Frenkiel w strojach scenicznych

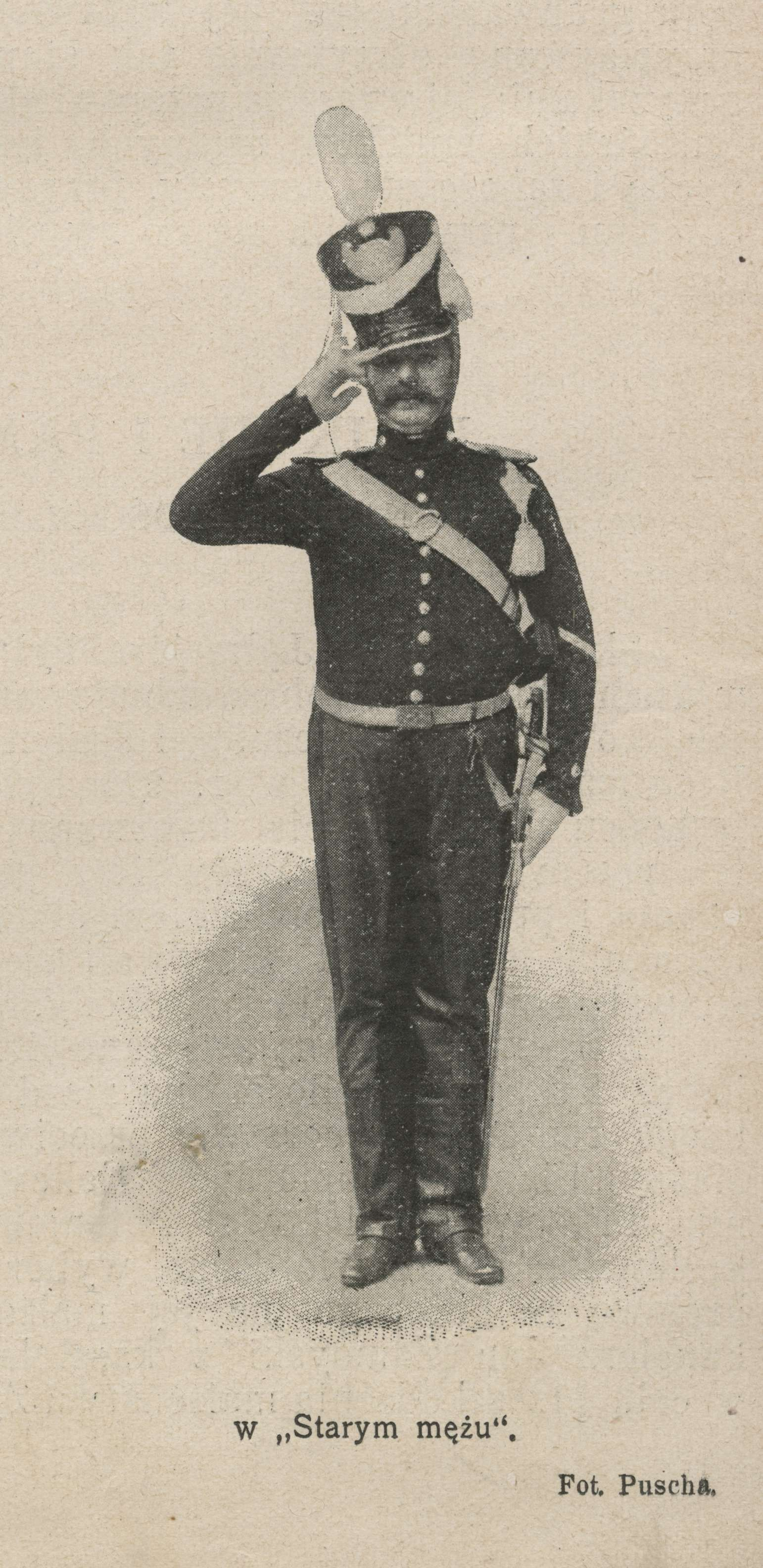
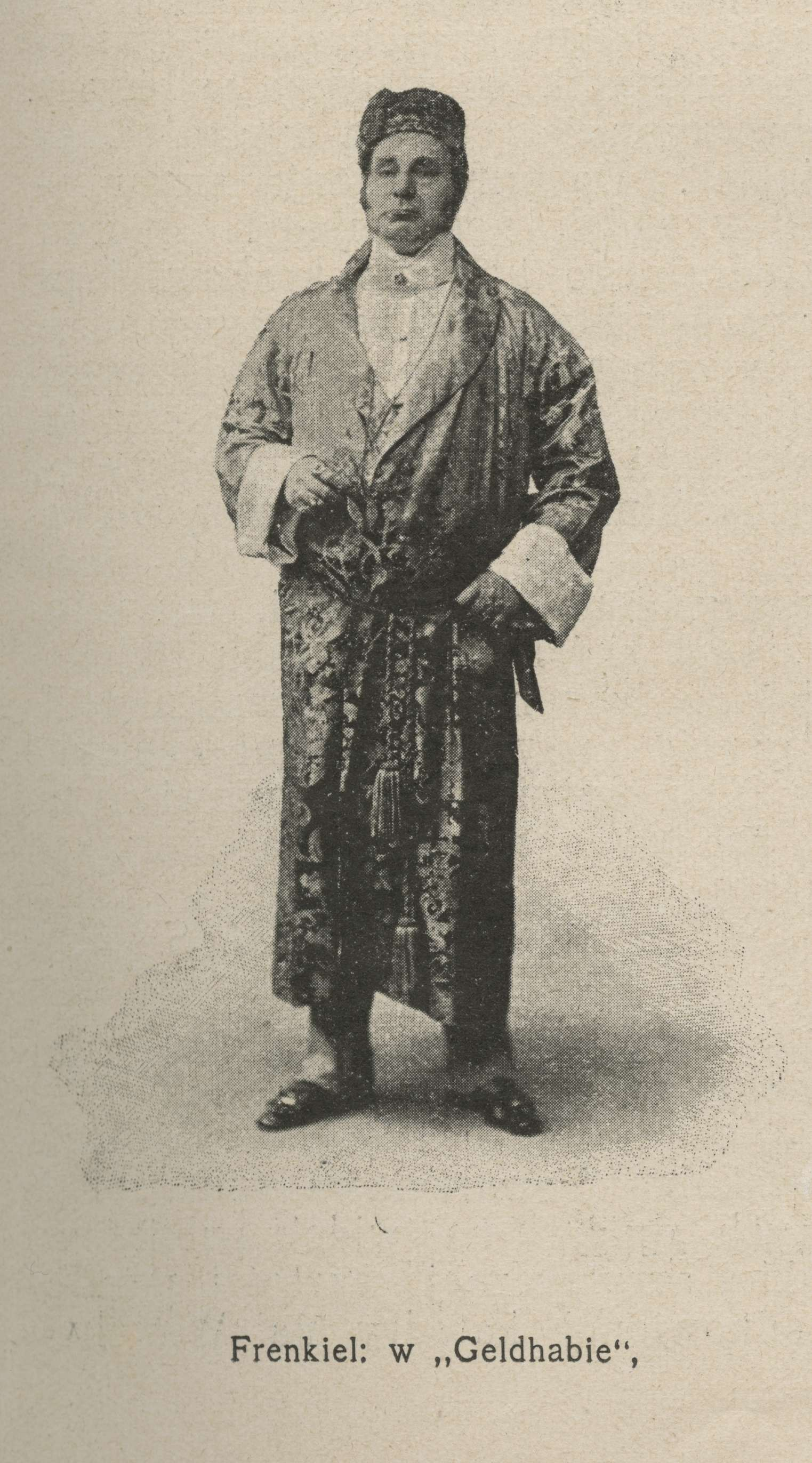
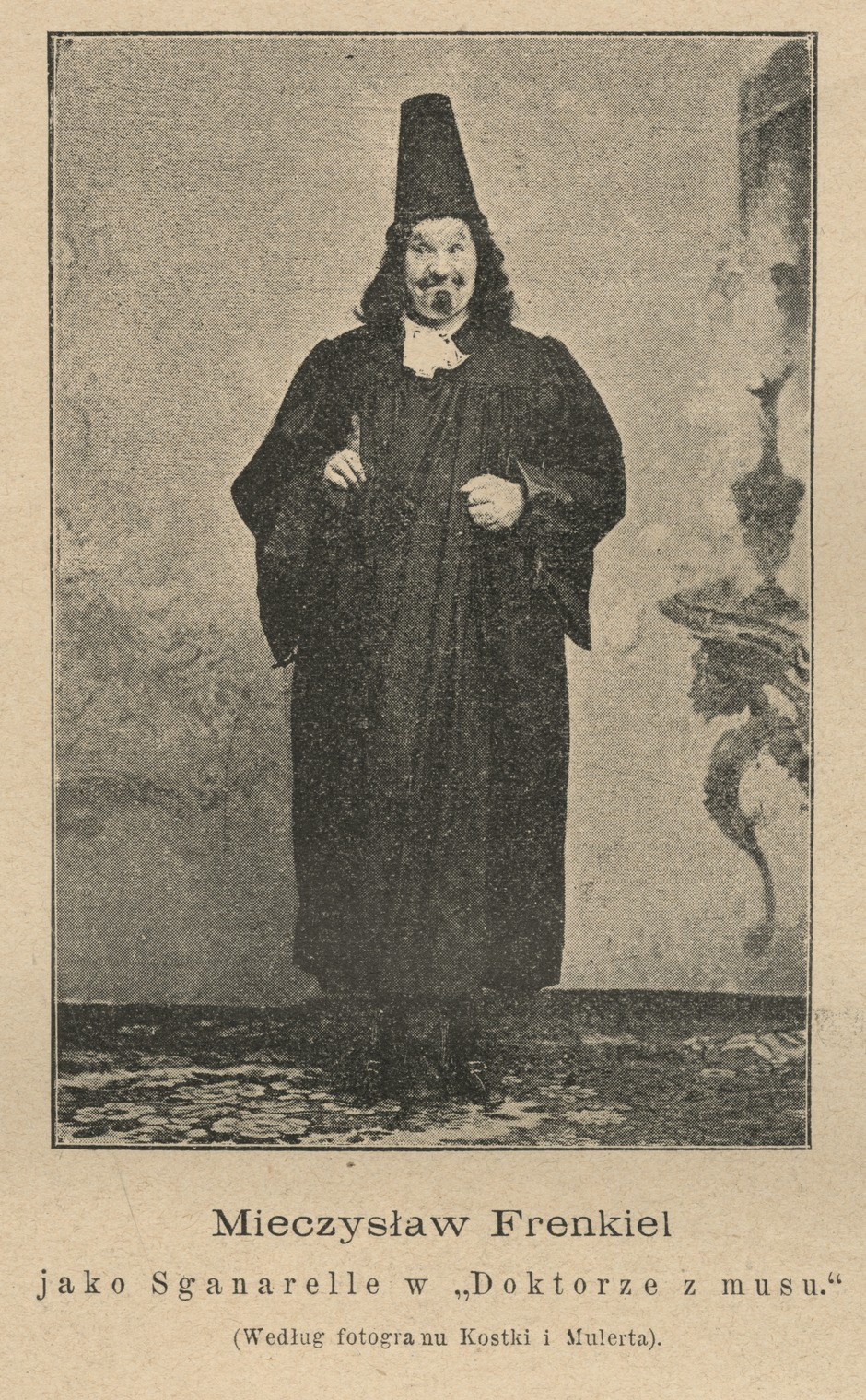
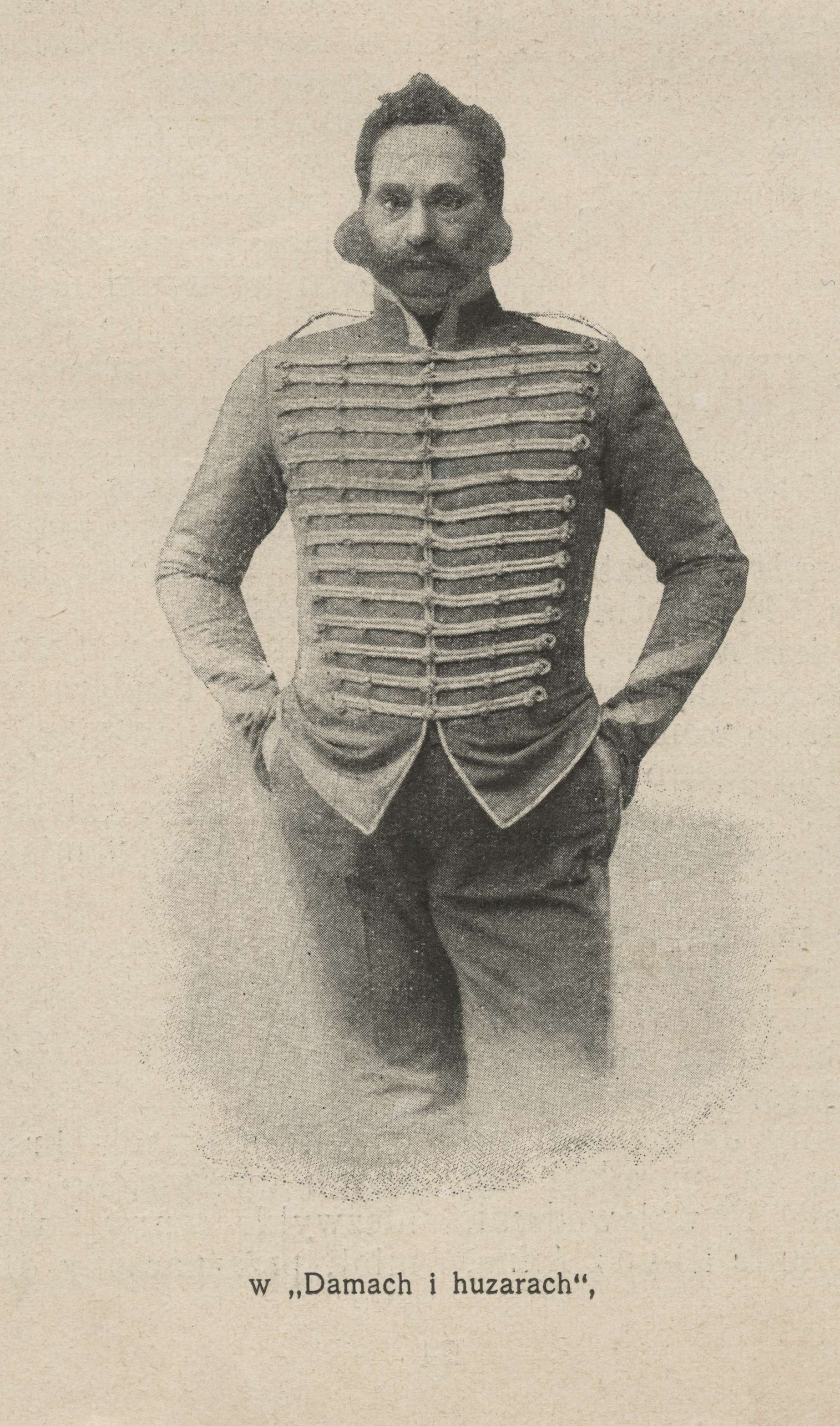
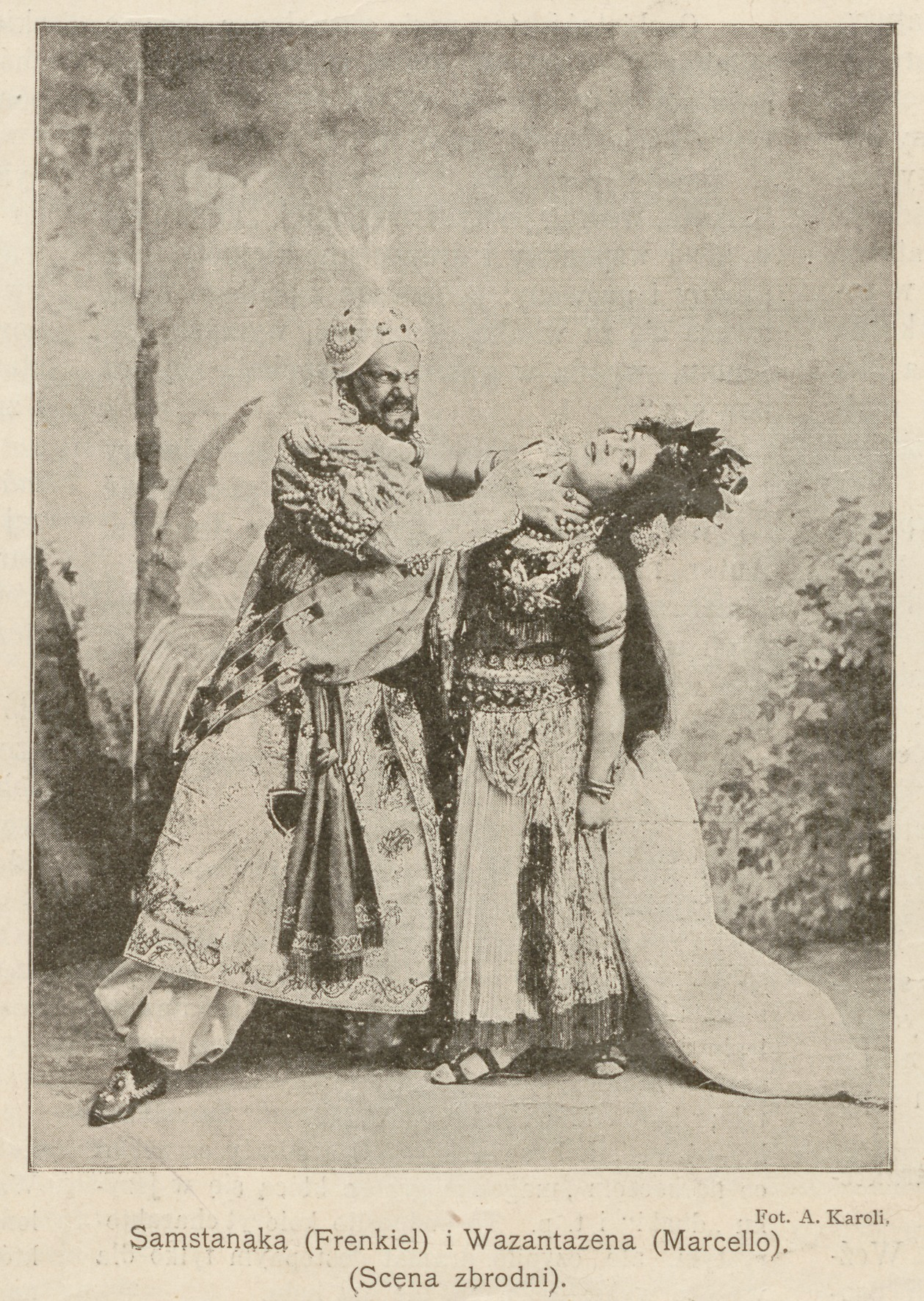
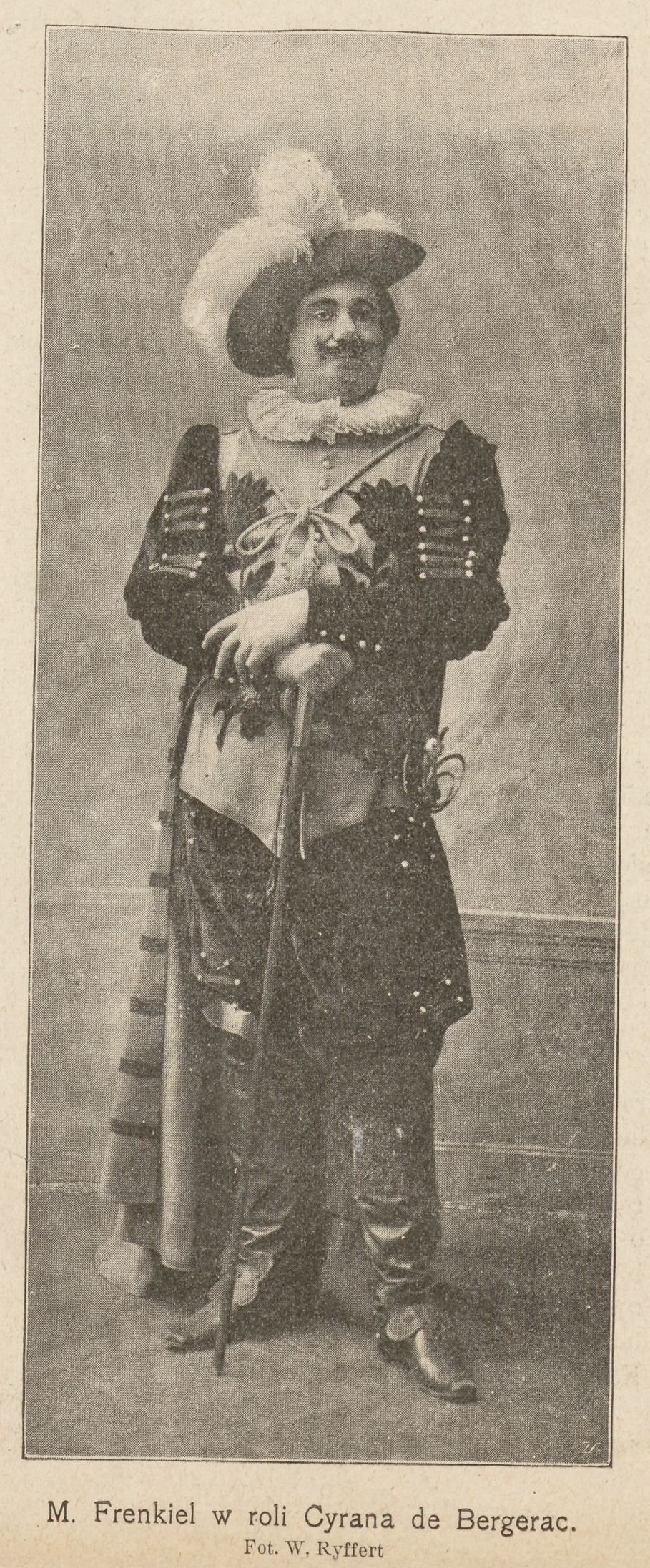
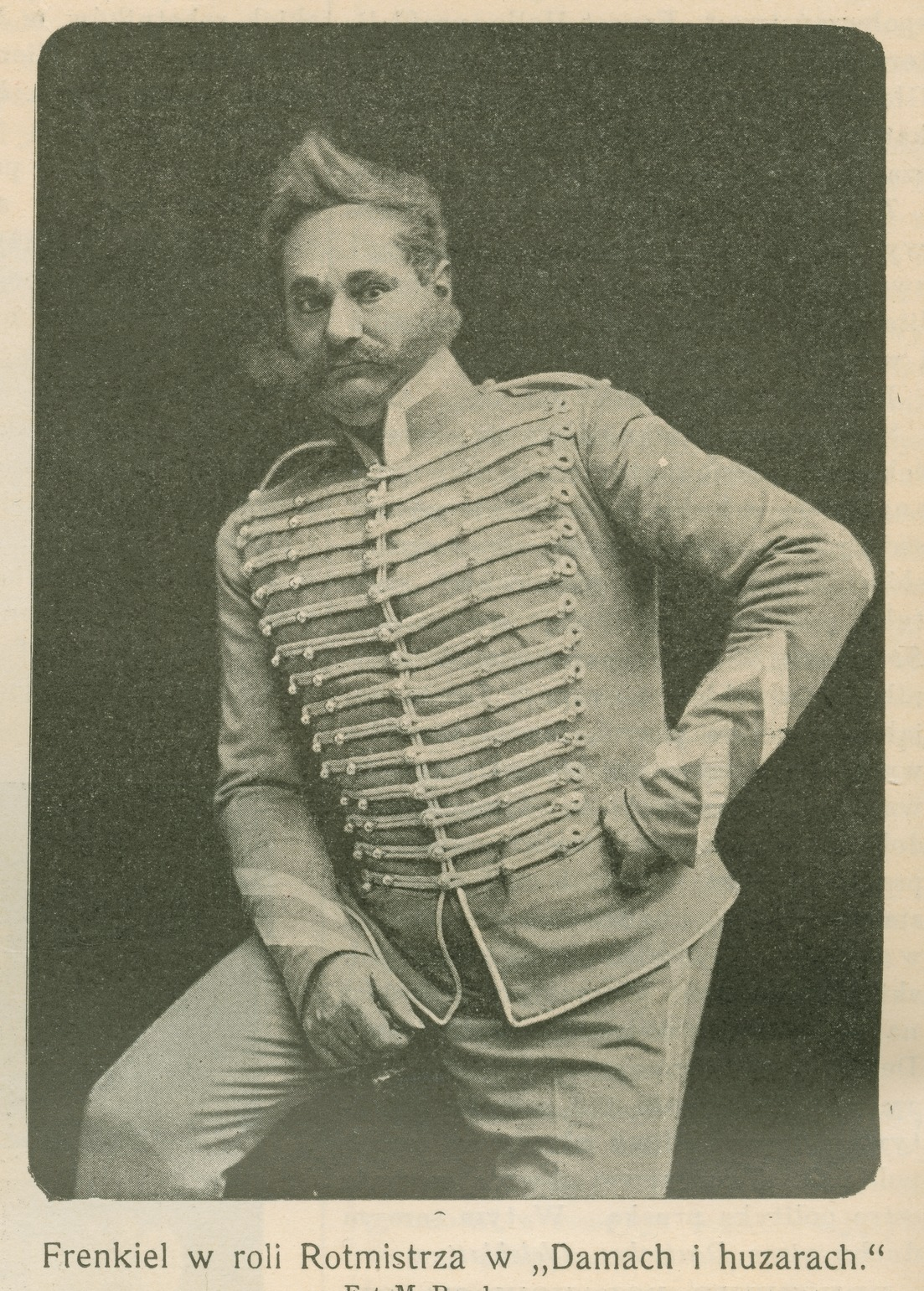
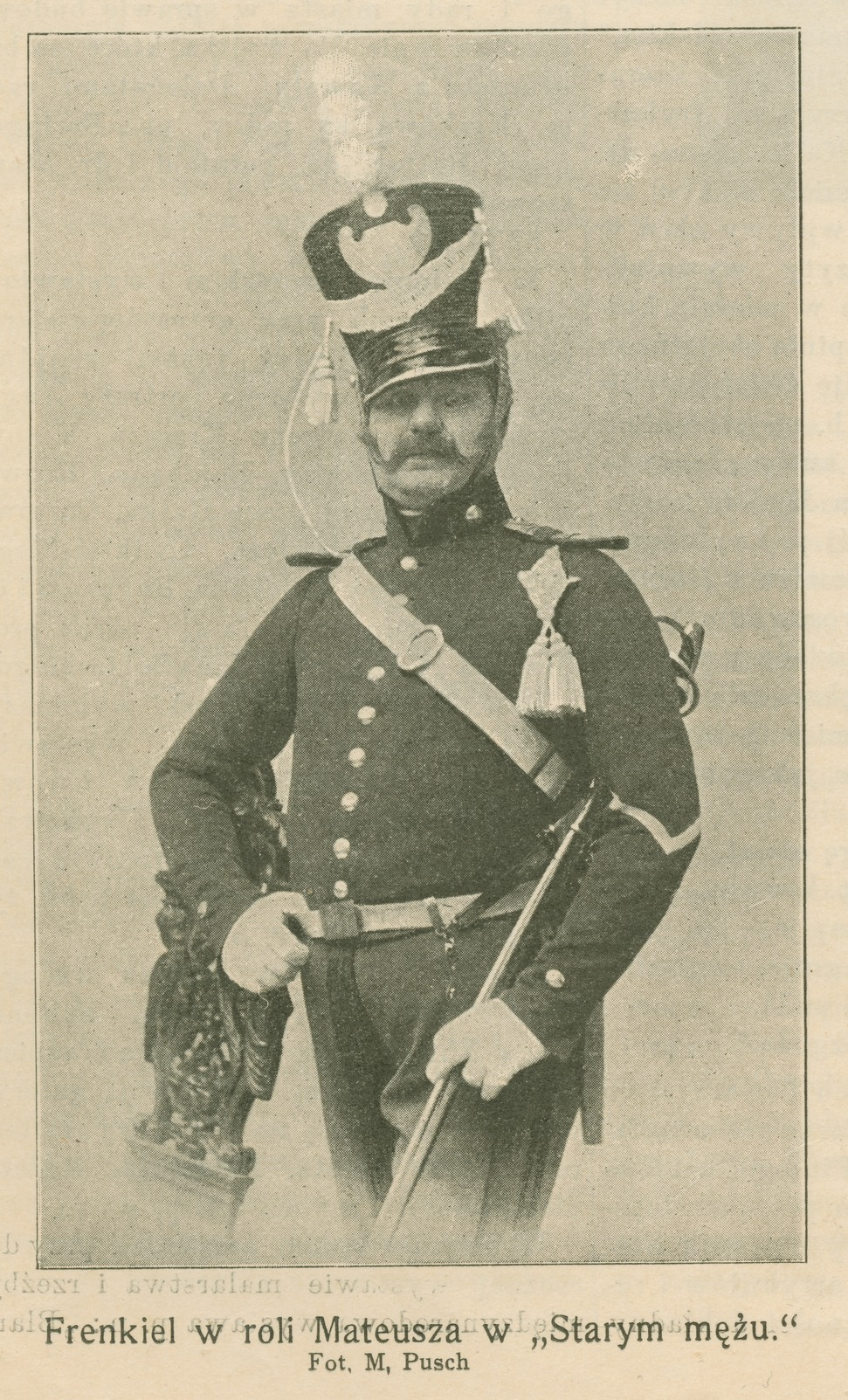